# Justin Huish
Justin Huish   (Fountain Valley, 9 de gener de 1975) és un arquer estatunidenc, ja retirat, vencedor de dues medalles olímpiques.
El 1996 va prendre part en els Jocs Olímpics d'Estiu d'Atlanta, on va disputar dues proves del programa de tir amb arc. En ambdues, la competició individual i la competició per equips, guanyà la medalla d'or. Posteriorment va tenir alguns problemes amb les autoritats per possessió de marihuana, tot fracassant en l'intent de classificar-se pels Jocs d'Estiu de 2004.